# Лопатинская поселковая община
Лопатинская поселковая общи́на (укр. Лопатинська селищна громада) — территориальная община в Шептицком районе Львовской области Украины.
Административный центр — посёлок Лопатин.
Население составляет 12 319 человек. Площадь — 377,7 км².

## Населённые пункты
В состав общины входит 1 посёлок (Лопатин) и 27 сёл:
- Адамовка
- Барилов
- Батыев
- Бебехи
- Березовка
- Волица-Барилова
- Грицеволя
- Завидче
- Загатка
- Корчёвка
- Куликов
- Кустин
- Николаев
- Нивицы
- Новоставцы
- Подмонастырёк
- Пустельники
- Романовка
- Руденко
- Сморжов
- Старый Майдан
- Стырковцы
- Стремильче
- Троица
- Увин
- Хмельно
- Щуровичи